# 4900-as busz
A 4900-as számú busz egy a Volánbusz Zrt. által Békés vármegyében közlekedő autóbuszjárat.

## Elhelyezkedés
A 4900-as számú autóbuszvonal Békés vármegye déli, dél-keleti részén, a Mezőkovácsházai járásban fekvő településeket köti össze a járási székhellyel és Medgyesegyházával.
Útvonala: Mezőkovácsháza - Kunágota - Nagykamarás - Medgyesegyháza

## Menetídők, menetrend
A vonalon járatok átlagos követési ideje 1 - 3 óra.

## Járművek
A vonalon kunágotai illetve nagykamarási buszok közlekednek. Jellemzően Ikarus vagy Credo típusú buszok szolgálják ki a vonal utasforgalmát.[forrás?]

## Megállóhelyei
| 0  | Mezőkovácsháza, autóbusz- állomás végállomás | 27 | 4826, 4828, 4832, 4894, 4905, 4949, 4950, 5189 |
| 1  | Mezőkovácsháza, Puskin utca                  | 26 | 4826, 4828, 4832, 4894, 4905, 4949, 4950, 5189 |
| 2  | Magyarbánhegyesi elágazás                    | 25 | 4826, 4828, 4832, 4894, 4905, 4949, 4950, 5189 |
| 3  | Magyarbánhegyes, vasútállomás                | 24 | 4949                                           |
| 4  | Magyarbánhegyesi elágazás                    | 23 | 4826, 4828, 4832, 4894, 4905, 4949, 4950, 5189 |
| 5  | Kunágota, SERKÖV                             | 22 | 4826, 4827, 4828, 4829, 4832                   |
| 6  | Kunágota, Géppark                            | 21 | 4826, 4827, 4828, 4829, 4832                   |
| 7  | Kunágota, Petőfi tca                         | 20 | 4826, 4827, 4828, 4829, 4832                   |
| 8  | Kunágota, autóbusz-váróterem                 | 19 | 4826, 4827, 4828, 4829, 4832                   |
| 9  | Kunágota, községháza                         | 18 | 4826, 4827, 4828, 4829, 4832                   |
| 10 | Kunágota, MG telep                           | 17 | 4826, 4827, 4828, 4829, 4832                   |
| 11 | Almáskamarás, autóbusz-váróterem             | 16 | 4826, 4827, 4829, 4832                         |
| 12 | Nagykamarás, autóbusz-váróterem              | 15 | 4826, 4827, 4829, 4832                         |
| 13 | Nagykamarás, községháza                      | 14 | 4826, 4827, 4829, 4832                         |
| 14 | Nagykamarás, iskola                          | 13 | 4826, 4827, 4829, 4832                         |
| 15 | Nagykamarás, községháza                      | 12 | 4826, 4827, 4829, 4832                         |
| 16 | Nagykamarás, autóbusz-váróterem              | 11 | 4826, 4827, 4829, 4832                         |
| 17 | Nagykamarás, Táncsics utca                   | 10 | 3716, 3719, 3720, 3722, 3829, 3830             |
| 18 | Bánkúti elágazás                             | 9  | 4826, 4827, 4829                               |
| 19 | Bánkút, vasúti megállóhely                   | 8  | 4826, 4829                                     |
| 20 | Bánkúti elágazás                             | 7  | 4826, 4827, 4829                               |
| 21 | Ince tanya                                   | 6  | 4826, 4827, 4829                               |
| 22 | László-major                                 | 5  | 4826, 4827, 4829, 4832                         |
| 23 | Medgyesegyháza, Szondy utca                  | 4  | 4826, 4827, 4829, 4831, 4832, 4945, 5189       |
| 24 | Medgyesegyháza, vasútállomás bejárati út     | 3  | 4826, 4827, 4829, 4831, 4832, 4945, 5189       |
| 25 | Medgyesegyháza, vasútállomás                 | 2  | 4826, 4827, 4829, 4831, 4832, 4945, 5189       |
| 26 | Medgyesegyháza, vasútállomás bejárati út     | 1  | 4826, 4826, 4827, 4829, 4831, 4832, 4945, 5189 |
| 27 | Medgyesegyháza, iskola végállomás            | 0  | 4826, 4827, 4829, 4831, 4832, 4945, 5189       |